# Bruinflanktangare
De bruinflanktangare (Thlypopsis pectoralis) is een zangvogel uit de familie Thraupidae (tangaren).

## Verspreiding en leefgebied
Deze soort is endemisch in de Andes van centraal Peru, met name in Huánuco, Pasco en Junín.